# 張真紀
張 真紀（ちょう まき、1965年 - ）は兵庫県神戸市出身の風水師・元ファッションモデルである。所属事務所はシーディング。

## 人物
関西を中心にテレビ・マスコミで活躍する華僑3世風水師。
東洋占星術を融合させた風水で幅広いファンを持ち、大手企業・ホテルのセミナーや講演などを数多くこなす。現在はひとり暮らし風水や中国茶風水、メイク・ファッション風水など、個性豊かな風水を展開している。

## 主な出演番組
放送を終了した番組を含む
- おはようパーソナリティ道上洋三です（ABCラジオ） - 特別番組を含めて不定期で出演中
- おはよう朝日です（ABCテレビ）
- 東京天使（フジテレビ）
- 日本のミカタ（日本テレビ）
- 張真紀の風水ナイト（MBSラジオ） - 平日の深夜番組レーベル『晩晩五星』の1つとして放送（現在は終了）
- 橋詰優子のおはようチャイナ（ABCラジオ）- 放送終了
- あなたにありがとう（関西テレビ） - 放送終了

## 著書
- 「風水美人―幸運に愛される美女になる!!」道出版